# Экономика образования
Экономика образования — раздел прикладной экономики, изучающий экономические аспекты сферы образования, включая спрос на образование, финансирование и предоставление образования, а также сравнительная эффективность различных образовательных программ и политик. Взяв своё начало с работ о взаимосвязи между образованием и трудоустройством, данный раздел экономики на сегодняшний день охватывает практически все области, связанные с образованием.
Основным направлением экономики образования является изучение влияния образования на индивидуальную и общеэкономическую отдачу на рынке труда. При этом на основе различных подходов, к примеру на основе подхода Джейкоба Минсера, оценивается отдача от образования, например, путём сопоставления затрат и доходов от университетского образования. В более поздней литературе эти подходы были расширены и сейчас также включают исследование выгод образования в других областях (например, здоровье, удовлетворённость жизнью). В современной эмпирической литературе основное внимание уделяется оценке причинно-следственных эффектов образования с использованием соответствующих статистических (эконометрических) методов.
В дополнение к оценке отдачи от образования подробно исследуется «производство образования» (которое рассматривается как важная предпосылка успеха на рынке труда и результатов деятельности лица в других областях). Например, текущие исследования экономики образования касаются сравнительного анализа учебных заведений разных стран и их успеха в образовательном производстве.
Помимо данного направления экономики образования, которая в основном относится к области экономики труда, другая её классическая область связана с вопросами государственного финансирования системы образования.

## Образование как инвестиция
В экономике различают, помимо физического капитала, в качестве средства производства не менее важный его вид — человеческий капитал. Инвестиции в человеческий капитал, к которому как раз и принадлежит образование, может иметь своим результатом три основных экономических эффекта:
- увеличение расходов, поскольку накопление человеческого капитала требует инвестиций так же, как и физический капитал,
- повышение производительности, поскольку люди приобретают качества, позволяющие им повысить результаты своей деятельности (отдачу, выработку) и, следовательно,
- окупаемость инвестиций в виде увеличения доходов.

### Инвестиционные затраты
Инвестиции в человеческий капитал, как и любые другие инвестиции, влекут за собой инвестиционные затраты. Как правило, в странах Европы большая часть расходов на образование принимает форму государственного потребления, хотя отдельные лица также несут некоторую их часть. Подобные инвестиции могут быть довольно дорогостоящими. Согласно данным, расходы отдельных стран ЕС на образование составляли от 3 % до 8 % ВВП в 2005 году, в то время как этот показатель достигал около 5 % по ЕС. Однако, оценка затрат исключительно таким образом ведёт к их сильному занижению, поскольку полностью упускается из виду другая часть затрат, — альтернативная стоимость упущенных заработных доходов, — ввиду отсутствия у учащихся возможности работать во время учёбы. Было подсчитано, что общие затраты на образование, включая альтернативные издержки, в два раза превышают прямые затраты. С учётом альтернативных издержек, инвестиции в образование оцениваются примерно в 10 % ВВП в странах ЕС по состоянию на 2005 год. Для сравнения, инвестиции в физический капитал составляли 20 % ВВП. Следовательно, оба вида капитала следует оценивать на относительно одинаковом уровне (в относительно одинаковую величину).

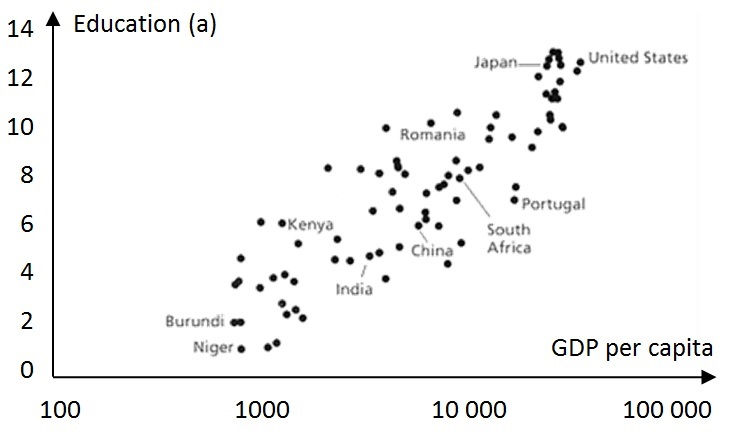
Средняя продолжительность обучения (по оси ординат) относительно ВВП на душу населения (в долларах США в ценах 2005 года, ось абсцисс).

### Окупаемость инвестиций
Человеческий капитал в форме образования имеет много общего с физическим капиталом. Так, для их создания требуются инвестиции, которые затем приобретают экономическую стоимость. Физический капитал приносит прибыль, поскольку люди готовы платить за использование части физического капитала для повышения производительности (выработку). Чтобы измерить стоимость физического капитала, достаточно оценить размер дохода, который он приносит на рынке. В случае с человеческим капиталом расчёт отдачи сложнее — образование неразрывно связано с человеком и не может быть отделено от него, чтоб напрямую оценить его доходность. При этом, отдача от человеческого капитала обычно оценивается в различиях в оплате труда лиц с разным уровнем образования. Исследование Hall and Jones на основе международных данных выявило, что отдача от образования составляет в среднем 13,4 % в год в течение первых четырёх лет обучения (1-4 классы), 10,1 % в год в течение следующих четырёх лет (5-8 классы) и 6,8 % за каждый последующий год после восьмого класса. Следовательно, исходя из этих оценок, человек с 12-летним образованием зарабатывает в среднем 1,1344 × 1,1014 × 1,0684 = 3,161 раза больше, чем человек, не имеющий никакого образования.

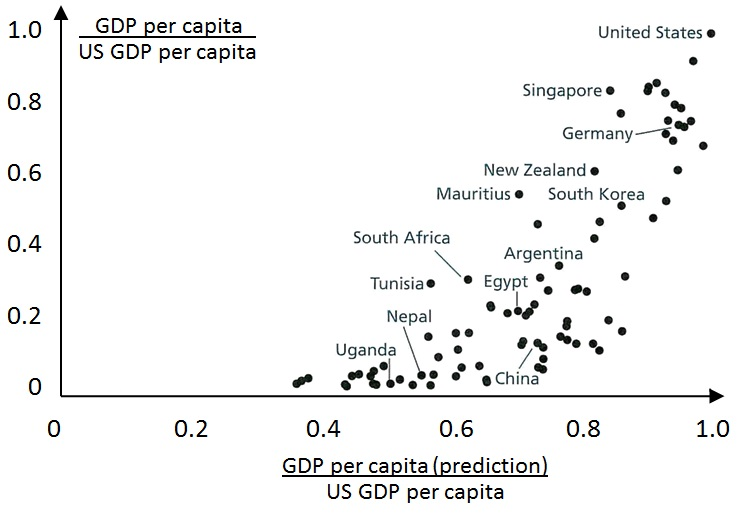
Рассчетный ВВП относительно фактического ВВП на одного занятого. Рисунок показывает ожидание в росте ВВП отдельной страны на основе данных по средней продолжительности обучения

### Влияние на производительность
В масштабах всей экономики влияние человеческого капитала на доходы оценивается ещё более значительно: 65 % заработных доходов, получаемых в развитых странах, приходится на человеческий капитал, и только 35 % — на неквалифицированный труд (часть труда, приходящаяся на заработные доходы индивидуума до приобретения им образования или человеческого капитала — англ. raw labour). Высокая производительность образованной части рабочей силы является одним из факторов, объясняющих высокий уровень ВВП и, следовательно, более высокие доходы в развитых странах. Среди стран мира прослеживается чёткая корреляция между уровнями ВВП и образования, что показано на верхнем левом рисунке.
Необходимо отметить, что корреляция не подразумевает причинно-следственную связь: вполне возможно, что более богатые страны предпочитают тратить больше на образование. Однако Hanushek обнаружил, что результаты международных стандартизированных тестов успеваемости учащихся лучше объясняют экономический рост, чем количество лет обучения.
Многочисленные исследования показали, что инвестиции в образование бедных детей в среднем существенно снижают риск бедности во взрослом возрасте и увеличивают продолжительность их жизни. Одним их таких исследований является программа исследований влияния пришкольного воспитания на успехи в учёбе HighScope (англ. HighScope Educational Research Foundation), проводимой в США. В рамках этого исследования, собираются и сравниваются данные лиц, составляющие контрольную группу из числа участников программы и аналогичную контрольную группу из числа неучастников, с момента основания программы в 1970 году. Среди участников программы наблюдалось меньшее количество подростковых беременностей, отчислений / выбываний, меньше преступности и более высокие доходы в среднем во взрослом возрасте. Помимо этого, эти результаты были также аналогичны для следующего поколения участников: у детей участников исследования также наблюдалось меньше исключений из школы, более высокий уровень образования и занятости и более низкий уровень преступности по сравнению с детьми участников из аналогичной контрольной группы.
Для того, чтобы выделить вклад образования в совокупном ВВП от остальных факторов, Weil рассчитал уровень ожидания в росте ВВП каждой страны на основе данных по средней продолжительности обучения. Его исследование опиралось на расчётах, произведённых Hall and Jones по отдаче от образования. Данные по ВВП, предсказанный расчётами Weil, можно графически сопоставить относительно данных по фактическому ВВП, как это сделано на рисунке слева, что показывает, что различия в уровне образования объясняют лишь часть, но не всю вариацию, в ВВП.
Кроме того, необходимо также учитывать влияние внешних эффектов, в особенности положительных экстерналий, в противоположность к отрицательным внешним эффектам от экономической деятельности, не включённых в рыночные цены, таких как загрязнение окружающей среды. В отличие от отрицательных экстерналиев, положительные экстерналии представляют собой услуги, пользование которыми не требует оплаты.
Образование ведёт к масштабным положительным внешним эффектам: повышение уровня образования одного лица повышает не только результаты его деятельности, но и результаты деятельности его окружения. Образованные работники могут информировать окружающих о новых технологиях, методах и информациях, могут обучать других и подавать пример. Положительные внешние эффекты образования включают в себя сеть личных контактов (знакомств) и роли, которые играют в них образованные работники.
Положительные внешние эффекты от человеческого капитала являются одним из причин государственного участия в образовательных процессах. Без такого посредничества, многие были бы не в состоянии воспользоваться всей полнотой социальных выгод от образования — роста производительности и повышения результатов своей деятельности, повышение заработных доходов других лиц, поскольку оплата, выбранная ими, была бы всегда ниже социального оптимума.